# 滨江街道 (海口市)

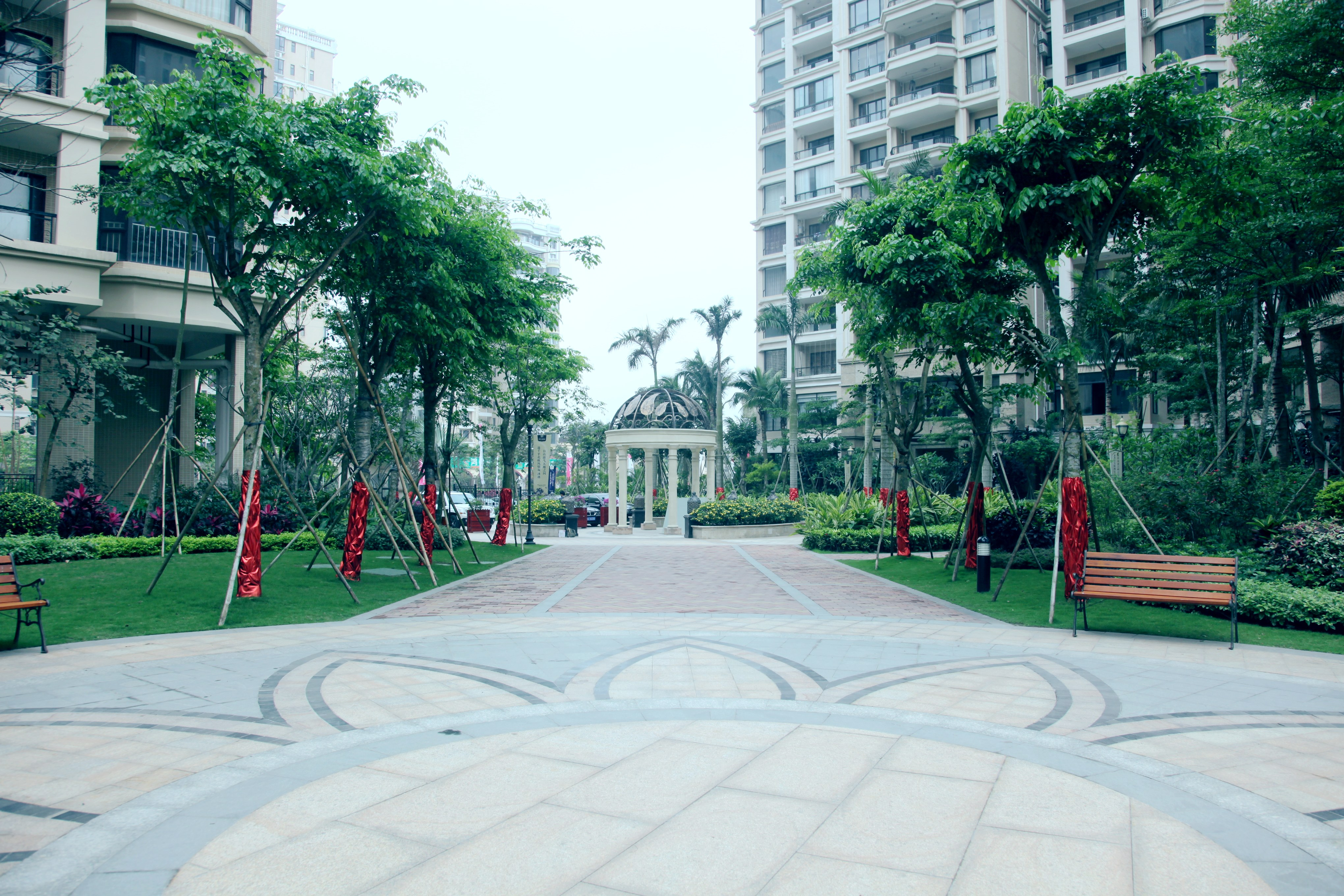
滨江街道内的商业住宅

滨江街道是中华人民共和国海南省海口市琼山区的一个街道。

## 事件
原街道办工委书记丁敏涉嫌利用职务便利收受76万“好处费”，在2015年4月底因涉嫌受贿犯罪被立案侦查；原街道办副主任陈高明利用其分管职务之便，受贿134.29万元的财务，在2017年被海南省高院以受贿罪判刑。

## 行政区划
滨江街道目前下辖5个社区：
- 东门社区
- 城东社区
- 下坎社区
- 铁桥社区
- 博桂社区[3]